# オラ・ケレニウス
ステン・オラ・ケレニウス（Sten Ola Källenius、1969年6月11日 - ）は、スウェーデンの実業家である。ドイツの自動車メーカーであるダイムラー/メルセデス・ベンツ・グループで取締役会会長・最高経営責任者（CEO）を務めていることで知られる。
同職に就任後、それまで乗用車とトラック・バスを製造販売する総合自動車メーカーだった同社からトラック・バス部門を切り離すグループ再編を行った。

## 経歴
1989年から1993年にかけ、ストックホルム商科大学で財務会計の修士号を取得し、次いでザンクトガレン大学で国際経営学の修士号（CEMS MIN）を取得した。

### 初期の経歴
1993年、ダイムラー・ベンツで国際経営アソシエイトプログラムの研修生として働き始めた。
1995年、アメリカ合衆国における製造子会社としてアラバマ州タスカルーサの工場を運営するメルセデス・ベンツUSインターナショナル（MBUSI）が設立され、ケレニウスは設立と同時に同社に赴任し、経営部門の管理職を務めた。
2000年にダイムラークライスラーのドイツ・シュトゥットガルト本社に戻り、購買関連の部署の責任者を短期間に歴任し、2002年には乗用車用パワートレインの購買部門の責任者を務めた。

### マクラーレン - HPE

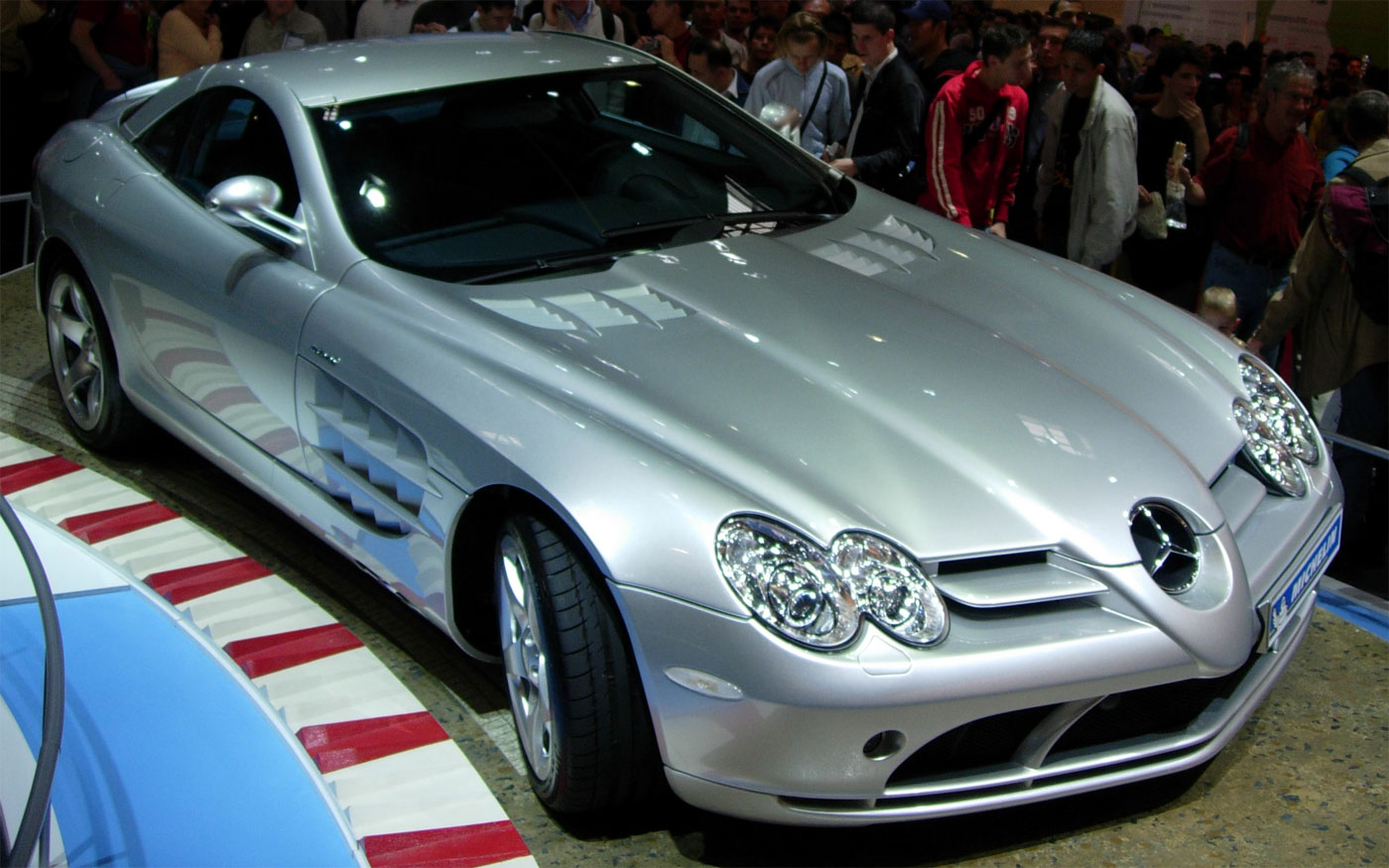
メルセデス・ベンツ・SLRマクラーレン（2004年）

2003年から2004年にかけて、ダイムラークライスラーの関連会社であるマクラーレン・カーズに出向した。ケレニウスは「メルセデス・ベンツ・SLRマクラーレン」プロジェクトの責任者の地位を引き継ぎ、エグゼクティブディレクターとなり、同社の本拠地であるイギリス・ウォキングに赴任した。元々1999年に発表されていたこのプロジェクトは前任者の下で計画が遅滞しており、予算も超過しているという困難な状況だったが、ケレニウスの指揮の下、就任翌年の2004年に同車は発売にこぎつけた。
2005年、ダイムラークライスラーがメルセデス・イルモアを完全子会社化したことで、同社を改称する形でメルセデス・ベンツ・ハイパフォーマンス・エンジンズ（HPE）が設立された。ケレニウスは2004年12月にメルセデス・イルモアのマネージングディレクターに任命され、500人から成るHPE社のマネージングディレクターとして2009年まで同社の経営を担った。HPE社はマクラーレンのF1チーム用のフォーミュラ1（F1）エンジンの開発と製造・供給を手がけており、イギリス・ブリックスワースに所在するため、ケレニウスはマクラーレン時代に引き続き2009年までイギリスに留まった。

### 子会社の経営
2009年にはかつて配属されていたメルセデス・ベンツUSインターナショナル（MBUSI）のCEOとなり、米国に再び移住して同社の3,000人の従業員を率いた。2010年から2013年にかけてはメルセデスAMGの副社長兼マネージングディレクターを務めた。

### メルセデス・ベンツ・カーズ
2013年にダイムラーの社内カンパニーであるメルセデス・ベンツ・カーズ部門の部門長（グループプレジデント）に就任し、同部門の営業・マーケティングの責任者となる。
この間、2015年1月にダイムラー本社の取締役に任命され、以降は経営陣の一員となり、2015年から2017年にかけて同社のマーケティングと営業全般の担当取締役を務め、2017年から2019年にかけては乗用車開発の担当取締役を務めた。

### 取締役会会長
2019年5月、退任したディーター・ツェッチェの後任として、ダイムラーの取締役会会長（最高経営責任者）に就任した。
ケレニウス体制となって早々、それまで社内カンパニーだった乗用車部門・バン部門、トラック部門・バス部門をそれぞれ法人化する方針が発表され、2019年11月にダイムラー社を持株会社として、子会社（事業会社）の「メルセデス・ベンツ社」（Mercedes-Benz AG）と「ダイムラー・トラック社」（Daimler Truck AG）が発足した。ケレニウスはメルセデス・ベンツ社の取締役会会長を兼任し、乗用車部門を直接統括する体制とした。
|  |  | ダイムラー社 (持株会社) | ダイムラー社 (持株会社) | ダイムラー社 (持株会社) | ダイムラー社 (持株会社) | ダイムラー社 (持株会社) | ダイムラー社 (持株会社) |  |  | メルセデス・ベンツ社 (乗用車部門・バン部門)           | メルセデス・ベンツ社 (乗用車部門・バン部門) | メルセデス・ベンツ社 (乗用車部門・バン部門) | メルセデス・ベンツ社 (乗用車部門・バン部門) | メルセデス・ベンツ社 (乗用車部門・バン部門) | メルセデス・ベンツ社 (乗用車部門・バン部門) |
|  |  | ダイムラー社 (持株会社) | ダイムラー社 (持株会社) | ダイムラー社 (持株会社) | ダイムラー社 (持株会社) | ダイムラー社 (持株会社) | ダイムラー社 (持株会社) |  |  | メルセデス・ベンツ社 (乗用車部門・バン部門)           | メルセデス・ベンツ社 (乗用車部門・バン部門) | メルセデス・ベンツ社 (乗用車部門・バン部門) | メルセデス・ベンツ社 (乗用車部門・バン部門) | メルセデス・ベンツ社 (乗用車部門・バン部門) | メルセデス・ベンツ社 (乗用車部門・バン部門) |
|  |  |                         |                         |                         |                         |                         |                         |  |  | ダイムラー・トラック社 (トラック部門・バス部門)       |                                             |                                             |                                             |                                             |                                             |
|  |  |                         |                         |                         |                         |                         |                         |  |  |                                                       |                                             |                                             |                                             |                                             |                                             |
|  |  |                         |                         |                         |                         |                         |                         |  |  | ダイムラー・モビリティ社 (ファイナンス部門・MaaS部門) |                                             |                                             |                                             |                                             |                                             |
|  |  |                         |                         |                         |                         |                         |                         |  |  |                                                       |                                             |                                             |                                             |                                             |                                             |

#### 電気自動車の推進

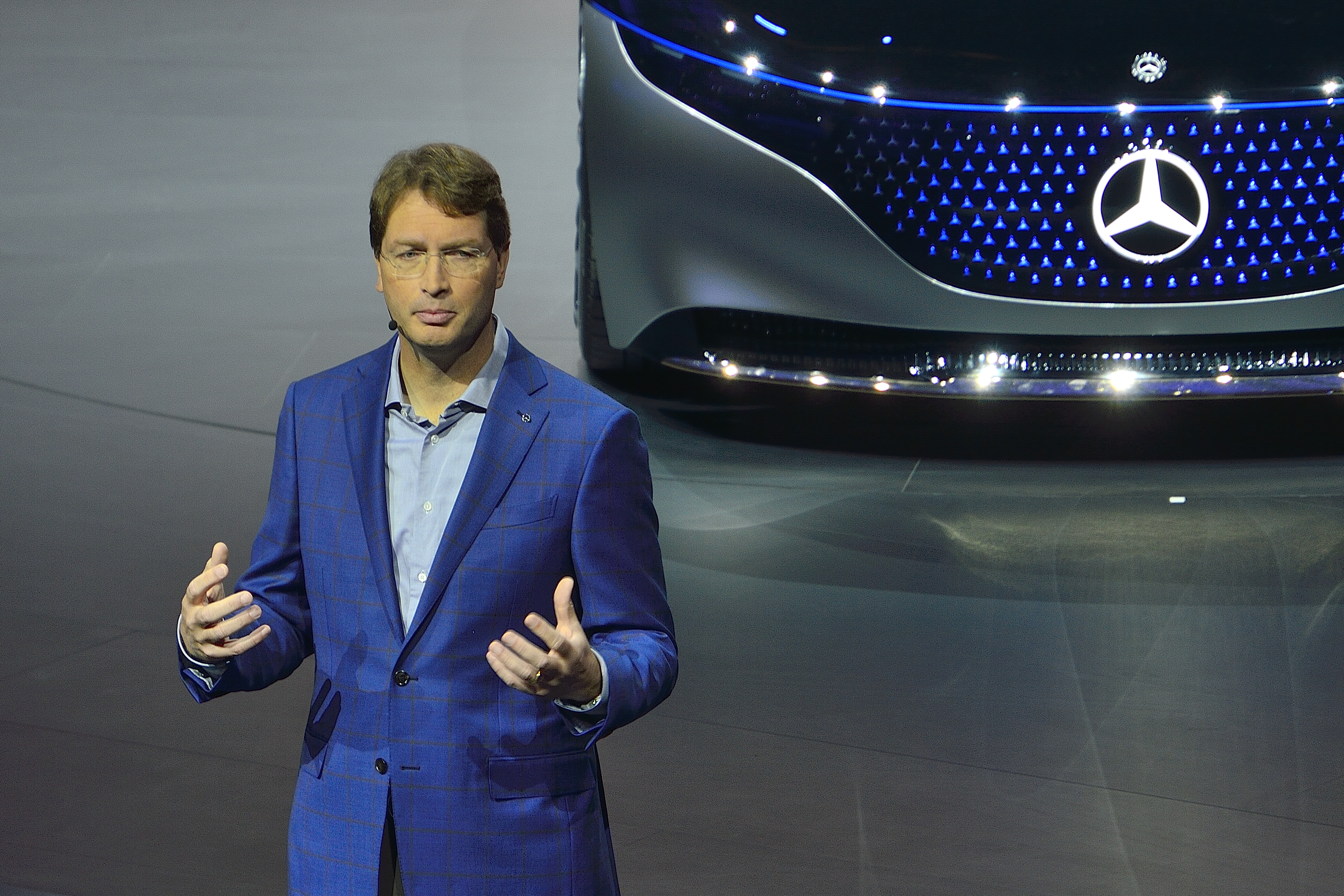
電気自動車版“Sクラス”のコンセプトカー「ヴィジョンEQS」の発表をするケレニウス（2019年IAA）

CEOとなったケレニウスは電気自動車への転換を支持し、プラグインハイブリッド車と電気自動車のラインナップを拡充し、2030年までに同社が販売する新車の50%を電動車とすることを表明した。
そのため、ツェッチェ時代に創設された電気自動車の専用ブランドである「メルセデスEQ」を推し進め、その製造ラインに120億ドルの投資を行うことを就任早々に発表した。
ツェッチェ時代からの変化として、バッテリー（二次電池）を用いた電気自動車（BEV）への投資を進める一方で、ケレニウスは自身の会長就任以前に開発が行われていた燃料電池自動車（FCEV）の「乗用車」の開発を凍結した。その上で、燃料電池車の技術は大型車では将来的な活用が見込めると判断したことから、燃料電池事業をダイムラー・トラック社に集約した（トラックはバッテリーと燃料電池の両方を活用）。

#### 乗用車部門とトラック・バス部門の分離
前任のツェッチェ時代は顕在化していなかったことだったが、ツェッチェの退任発表後、フォルクスワーゲンの排出ガス不正問題の影響によりディーゼル関連費用が増したこと、上述の電気自動車開発費用の増大、新型コロナウイルス感染症の拡大（2020年）といった複数の要因により、ダイムラーの業績は大きな落ち込みを見せた。こうした状況により、投資家たちからダイムラーにダイムラー・トラックの完全分離を求める声が高まっていった。
2021年2月、ケレニウスはダイムラーからトラック・バス部門（大型車両部門）を切り離して独立させることを表明した。これにより、従来は子会社だったトラック・バス部門のダイムラー・トラックを独立会社として分離し、「ダイムラー」は「メルセデス・ベンツ・グループ」（Mercedes-Benz Group AG）に社名を変更することを発表した。移行措置は翌2022年2月にかけて実施され、2021年12月にトラック部門の持株会社となるダイムラー・トラック・ホールディング社（Daimler Truck Holding AG）がフランクフルト証券取引所に上場を果たした。
|  |  | メルセデス・ベンツ・グループ社 (持株会社) ┗ メルセデス・ベンツ社 (事業会社)           | メルセデス・ベンツ・グループ社 (持株会社) ┗ メルセデス・ベンツ社 (事業会社)           | メルセデス・ベンツ・グループ社 (持株会社) ┗ メルセデス・ベンツ社 (事業会社)           | メルセデス・ベンツ・グループ社 (持株会社) ┗ メルセデス・ベンツ社 (事業会社)           | メルセデス・ベンツ・グループ社 (持株会社) ┗ メルセデス・ベンツ社 (事業会社)           | メルセデス・ベンツ・グループ社 (持株会社) ┗ メルセデス・ベンツ社 (事業会社)           |  |  | メルセデス・ベンツ (乗用車/バンのブランド)                                   | メルセデス・ベンツ (乗用車/バンのブランド)   | メルセデス・ベンツ (乗用車/バンのブランド)   | メルセデス・ベンツ (乗用車/バンのブランド)   | メルセデス・ベンツ (乗用車/バンのブランド)   | メルセデス・ベンツ (乗用車/バンのブランド)   |
|  |  | メルセデス・ベンツ・グループ社 (持株会社) ┗ メルセデス・ベンツ社 (事業会社)           | メルセデス・ベンツ・グループ社 (持株会社) ┗ メルセデス・ベンツ社 (事業会社)           | メルセデス・ベンツ・グループ社 (持株会社) ┗ メルセデス・ベンツ社 (事業会社)           | メルセデス・ベンツ・グループ社 (持株会社) ┗ メルセデス・ベンツ社 (事業会社)           | メルセデス・ベンツ・グループ社 (持株会社) ┗ メルセデス・ベンツ社 (事業会社)           | メルセデス・ベンツ・グループ社 (持株会社) ┗ メルセデス・ベンツ社 (事業会社)           |  |  | メルセデス・ベンツ (乗用車/バンのブランド)                                   | メルセデス・ベンツ (乗用車/バンのブランド)   | メルセデス・ベンツ (乗用車/バンのブランド)   | メルセデス・ベンツ (乗用車/バンのブランド)   | メルセデス・ベンツ (乗用車/バンのブランド)   | メルセデス・ベンツ (乗用車/バンのブランド)   |
|  |  |                                                                                       |                                                                                       |                                                                                       |                                                                                       |                                                                                       |                                                                                       |  |  | スマート、メルセデスAMG、などの子会社                                        |                                              |                                              |                                              |                                              |                                              |
|  |  |                                                                                       |                                                                                       |                                                                                       |                                                                                       |                                                                                       |                                                                                       |  |  |                                                                              |                                              |                                              |                                              |                                              |                                              |
|  |  |                                                                                       |                                                                                       |                                                                                       |                                                                                       |                                                                                       |                                                                                       |  |  | メルセデス・ベンツ・モビリティ社 (ファイナンス部門・MaaS部門)                |                                              |                                              |                                              |                                              |                                              |
|  |  |                                                                                       |                                                                                       |                                                                                       |                                                                                       |                                                                                       |                                                                                       |  |  |                                                                              |                                              |                                              |                                              |                                              |                                              |
|  |  |                                                                                       |                                                                                       |                                                                                       |                                                                                       |                                                                                       |                                                                                       |  |  |                                                                              |                                              |                                              |                                              |                                              |                                              |
|  |  | ダイムラー・トラック・ホールディング社 (持株会社) ┗ ダイムラー・トラック社 (事業会社) | ダイムラー・トラック・ホールディング社 (持株会社) ┗ ダイムラー・トラック社 (事業会社) | ダイムラー・トラック・ホールディング社 (持株会社) ┗ ダイムラー・トラック社 (事業会社) | ダイムラー・トラック・ホールディング社 (持株会社) ┗ ダイムラー・トラック社 (事業会社) | ダイムラー・トラック・ホールディング社 (持株会社) ┗ ダイムラー・トラック社 (事業会社) | ダイムラー・トラック・ホールディング社 (持株会社) ┗ ダイムラー・トラック社 (事業会社) |  |  | メルセデス・ベンツ (トラック/バスのブランド)                                 | メルセデス・ベンツ (トラック/バスのブランド) | メルセデス・ベンツ (トラック/バスのブランド) | メルセデス・ベンツ (トラック/バスのブランド) | メルセデス・ベンツ (トラック/バスのブランド) | メルセデス・ベンツ (トラック/バスのブランド) |
|  |  | ダイムラー・トラック・ホールディング社 (持株会社) ┗ ダイムラー・トラック社 (事業会社) | ダイムラー・トラック・ホールディング社 (持株会社) ┗ ダイムラー・トラック社 (事業会社) | ダイムラー・トラック・ホールディング社 (持株会社) ┗ ダイムラー・トラック社 (事業会社) | ダイムラー・トラック・ホールディング社 (持株会社) ┗ ダイムラー・トラック社 (事業会社) | ダイムラー・トラック・ホールディング社 (持株会社) ┗ ダイムラー・トラック社 (事業会社) | ダイムラー・トラック・ホールディング社 (持株会社) ┗ ダイムラー・トラック社 (事業会社) |  |  | メルセデス・ベンツ (トラック/バスのブランド)                                 | メルセデス・ベンツ (トラック/バスのブランド) | メルセデス・ベンツ (トラック/バスのブランド) | メルセデス・ベンツ (トラック/バスのブランド) | メルセデス・ベンツ (トラック/バスのブランド) | メルセデス・ベンツ (トラック/バスのブランド) |
|  |  |                                                                                       |                                                                                       |                                                                                       |                                                                                       |                                                                                       |                                                                                       |  |  | DTNA（フレイトライナー・トラックス）、三菱ふそうトラック・バス、などの子会社 |                                              |                                              |                                              |                                              |                                              |
|  |  |                                                                                       |                                                                                       |                                                                                       |                                                                                       |                                                                                       |                                                                                       |  |  |                                                                              |                                              |                                              |                                              |                                              |                                              |
|  |  |                                                                                       |                                                                                       |                                                                                       |                                                                                       |                                                                                       |                                                                                       |  |  | ダイムラー・トラック・ファイナンシャルサービス社 (ファイナンス部門)          |                                              |                                              |                                              |                                              |                                              |
|  |  |                                                                                       |                                                                                       |                                                                                       |                                                                                       |                                                                                       |                                                                                       |  |  |                                                                              |                                              |                                              |                                              |                                              |                                              |

このグループ再編は、「ダイムラー」から改名された「メルセデス・ベンツ・グループ」を高級車専業の企業とすることで、投資家の評価を高める狙いがあると言われている。

## 略歴
- 1995年 メルセデス・ベンツUSインターナショナル（英語版）（MBUSI） - マネージャー（Corporate Controlling）
- 1998年 メルセデス・ベンツUSインターナショナル（MBUSI） - シニアマネージャー（Corporate Controlling）
- 2000年 ダイムラークライスラー - メルセデス・ベンツ・カーズ エンジン排出量管理部門シニアマネージャー（調達）
- 2001年 ダイムラークライスラー - ディレクター（Project Alliance）
- 2002年 ダイムラークライスラー - パワートレイン部門ディレクター（Project Alliance）
- 2003年 マクラーレン・カーズ - エグゼクティブディレクター（オペレーション担当）
- 2005年 メルセデス・ベンツ・ハイパフォーマンス・エンジンズ - マネージングディレクター
- 2009年 メルセデス・ベンツUSインターナショナル（MBUSI） - 副社長、後、社長兼最高経営責任者（CEO）
- 2010年 メルセデスAMG - 副社長（Vice President）、マネージングディレクター
- 2013年 ダイムラー - メルセデス・ベンツ・カーズ営業・マーケティング統括
- 2015年 ダイムラー - 取締役、メルセデス・ベンツ・カーズ営業・マーケティング統括
- 2017年 ダイムラー - 取締役、メルセデス・ベンツ・カーズ開発統括
- 2019年 ダイムラー - 取締役会会長　※上述したように在任中の2022年に「メルセデス・ベンツ・グループ」に社名変更が行われた。